# تفجير مقهى بالوبو 2004
تفجير مقهى بالوبو 2004 كان هجومًا إرهابيًا وقع في 10 يناير 2004 في بالوبو جنوب سولاوسي في إندونيسيا. حدث التفجير الساعة 10:30 مساءً بالتوقيت المحلي، في مقهى كاريوكي سامبودو إينداه. أسفر الانفجار عن مقتل أربعة أشخاص وجرح ثلاثة آخرين. تم القبض على أربعة رجال، من بينهم ياسمين بن كاساو بسبب التفجيرات. حكم على بن كاساو بالسجن لمدة 20 عامًا لكنه هرب لاحقًا.

## الهجوم
أفاد شهود عيان أن رجلين أمضيا عطلة نهاية الأسبوع في استكشاف مقهى سامبودو إينداه الواقع على بعد 4 كيلومترات (2.5 ميل) من وسط مدينة بالوبو على الطريق المؤدي إلى ماكاسار، والبقاء لفترة قصيرة من الوقت ثم يغادران. في 10 يناير 2004 عادوا وجلسوا على الطاولة رقم 11 الواقعة بالقرب من المدخل، وطلبوا المشروبات، التي تركوها ولم ينتهي المقهى بعد من تحضيرها. انفجرت عبوة ناسفة في الساعة 10:30 مساءً.
أسفر الانفجار عن مقتل أربعة أشخاص وإصابة ثلاثة آخرين. ثلاثة من المتوفين الذين تم تحديدهم فيما بعد باسم عبد الرحمن وأمبو وسومارني 39 عامًا كانوا من سكان بالوبو، بينما كان آخر هو سوراتمان من مدينة أخرى. سمع الانفجار على بعد 2 كم (1.2 ميل). فر معظم عملاء المقهى من الباب الخلفي قبل وصول الشرطة.

## التحقيق
تم التعرف على رجلين من قبل الشرطة بعد استجواب 17 شاهدا في اليوم التالي مع رسومات أولية. بعد ثمانية عشر يومًا اعتقلت الشرطة أربعة من المشتبه بهم واتهمتهم بالتفجير. تم البحث عن 10 مشتبه بهم آخرين، وعبرت الشرطة عن أن المشتبه بهم شاركوا في معسكر تدريبي تديره منظمة لاسكار جهاد في بوسو ريجنسي وسط سولاويزي.
في 1 فبراير قُبض على ياسمين بن كاساو في قرية نولينغ ولاية لوو. اعترف فيما بعد بالتفجير واصفًا إياه بأنه «جزء من الجهاد ضد النوادي الليلية والحانات». تم مصادرة عدة أدلة من بن كاسا، بما في ذلك بندقية إف إن ماج وبعض نترات الأمونيوم والعديد من الأنابيب. حكم على بن كاساو مع ثلاثة من شركائه بالسجن لمدة 20 عامًا. هرب بن كاساو في وقت لاحق من سجن جونونجساري في ماكاسار في عام 2007.